# Arctornis parvaclava
Arctornis parvaclava är en fjärilsart som beskrevs av Holloway 1999. Arctornis parvaclava ingår i släktet Arctornis och familjen tofsspinnare. Inga underarter finns listade i Catalogue of Life.